# Невуче, Чарльз
Чарльз Ннаемека Неву́че (англ. Charles Nnaemeka Newuche; 14 марта 1985, Оверри, Нигерия) — нигерийский футболист, нападающий. Выступал за молодёжную сборную Нигерии до 21 года.

## Клубная карьера

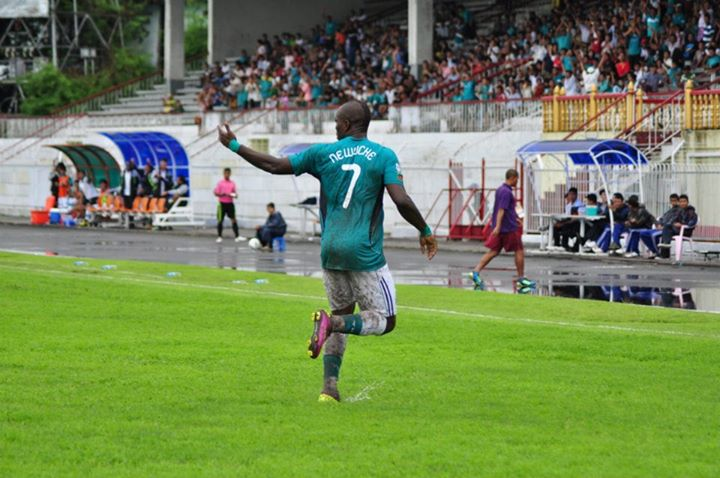
Чарльз Невуче

Начал заниматься футболом на родине в Нигерии. Выступал за клубы: «Брайт Стар», «Фёст Банк». Позже играл за израильские команды: «Хапоэль Цафририм» (Холон) и «Маккаби» (Беер-Шева). В 2007 году перешёл в «Лоби Старз».
В феврале 2008 года перешёл в ужгородское «Закарпатье», Невуче стал лучшим бомбардиром «Закарпатья» в межсезонье. Также была информация, что свой новый клуб Чарльз нашёл через интернет, но позже сам игрок отверг эту информацию. В чемпионате Украины дебютировал 15 марта 2008 года в матче «Черноморец» — «Закарпатье» (3:1). По итогом сезона 2007/08 «Закарпатье» покинуло Высшую лигу. В сезоне 2008/09 Невуче занял вторую строчку в списке бомбардиров Первой лиге, забив шестнадцать мячей и помог «Закарпатью» вернуться в элиту украинского футбола. Всего за Закарпатье в чемпионатах Украины провёл 92 матча и забил 26 голов.
В мае 2012 года появилась информация о том, что Невуче подписал контракт с «Янгон Юнайтед», которая выступала в чемпионате Мьянмы. В новой команде взял себе 7 номер. В 2013 году перешёл в клуб «Тирасполь». В 2014 году являлся игроком грузинской «Колхети-1913». В начале 2015 года подписал контракт с мальтийской командой «Пьета Хотспурс». В сентябре 2015 года стал игроком клуба «Витториоза Старс», который выступал в Первой лиге Мальты. С января 2016 года является игроком «Сидживи» из Второй лиги Мальты.

## Карьера в сборной
Провёл 23 игры и забил 12 мячей за молодёжную сборную Нигерии.

## Достижения
- Победитель Первой лиги Украины: 2008/09
- Серебряный призёр чемпионата Молдавии: 2012/13
- Обладатель Кубка Молдавии: 2012/13

## Личная жизнь
Женат.